# آسیاب قدمگاه
آسیاب قدمگاه مربوط به دوره قاجار است و در شهرستان استهبان، بخش رونیز، دهستان رونیز، شمال روستای رونیز سفلی واقع شده و این اثر در تاریخ ۱۸ شهریور ۱۳۸۷ با شمارهٔ ثبت ۲۳۴۴۳ به‌عنوان یکی از آثار ملی ایران به ثبت رسیده است.